# Ferrovie del Sud Est

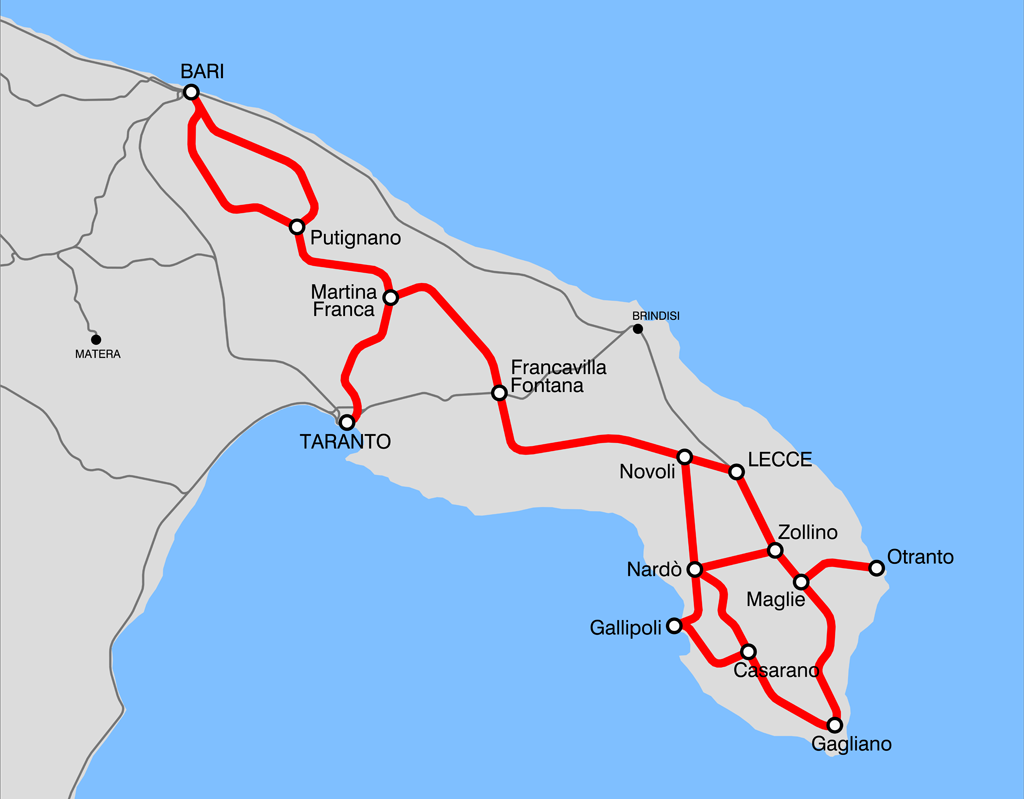
Sieć Ferrovie del Sud Est

Ferrovie del Sud Est – największe prywatne przedsiębiorstwo kolejowe w Apulii, łączące główne miasta regionu południowo-wschodniego oprócz linii należących do Ferrovie dello Stato (Bari-Brindisi-Lecce, Bari-Tarent).